# Agente livre
No wrestling profissional, Road agent quer dizer as pessoas empregadas que espionam e olham os wrestlers, para descobrirem o seu potencial. Geralmente, são ex-lutadores ou semi-retirados. Nos circuitos independentes, os próprios wrestlers são road agents.
Na WWE, destaca-se Dave Finlay (SmackDown! e ECW), Dean Malenko (ECW), Sgt. Slaughter (Raw), Jamie Noble (Raw) e muitos outros.